# دیزج‌خلیل
دیزج‌خلیل یکی از روستاهای استان آذربایجان شرقی است که در دهستان گونی شرقی بخش مرکزی شهرستان شبستر واقع شده‌است.
و طبق سرشماری سال ۱۳۸۵ با جمعیتی معادل ۲۹۴۱ نفر پرجمعیت‌ترین روستای شهرستان می‌باشد که از چهار محله به نام‌های دیزه، غیبیلو، مریلو و علیا تشکیل یافته‌است.
روستای دیزج خلیل از قدیمی ترین روستاهای دارای مدرسه نوین در استان و همچنین کشور میباشد.
این روستا در فاصله ۲ کیلومتری از مرکز شهرستان و فاصله ۶۰ کیلومتری از مرکز استان شهر تبریز قرار گرفته‌است؛ و از شمال با روستای نوجه‌ده، از جنوب با شهر وایقان، از شرق با روستای آق کهریز و روستای علیشاه و از طرف غرب با باغات شبستر و وایقان همجوار است.

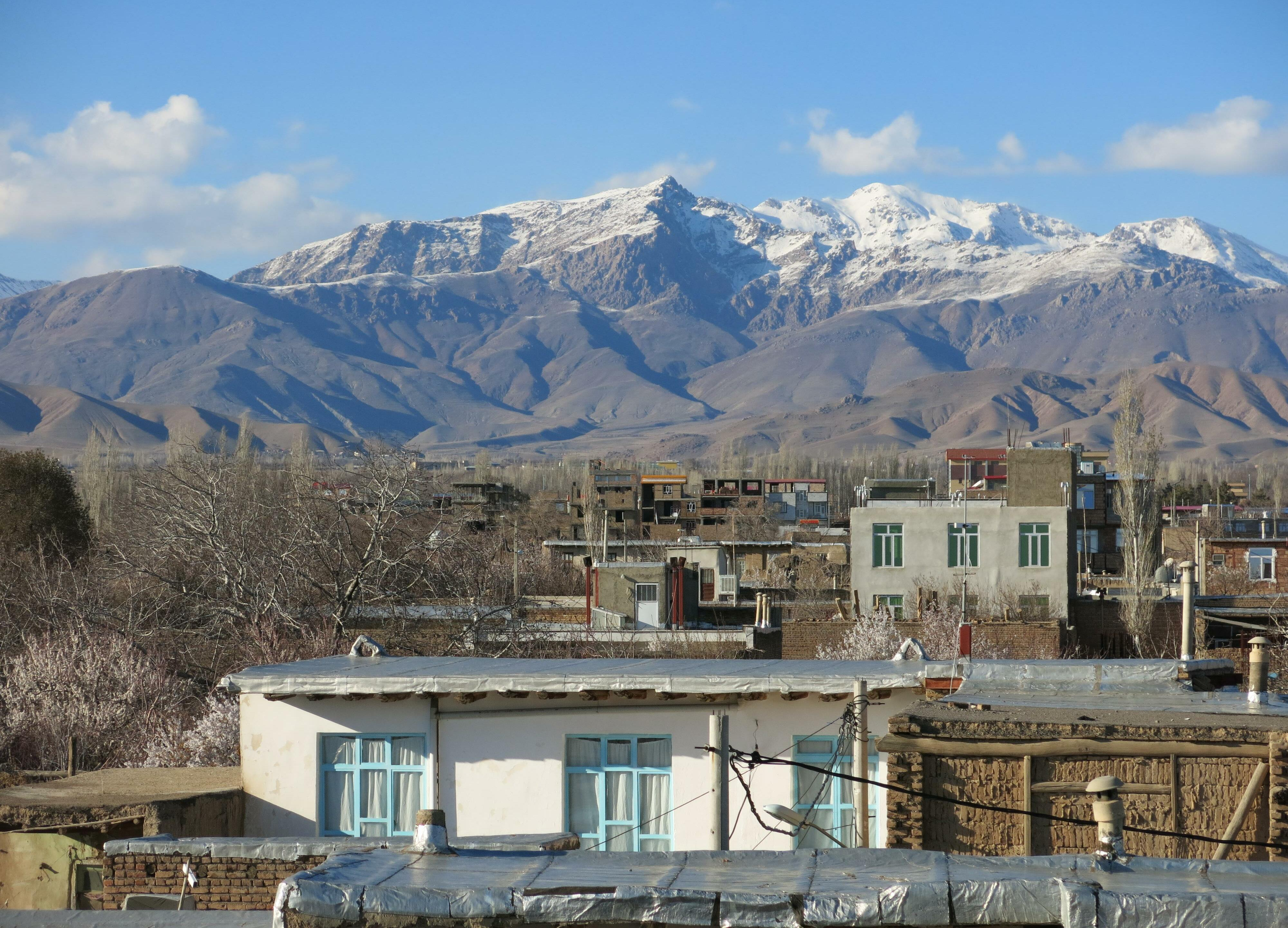
نمایی از روستای دیزج خلیل در پای کوه زیبای میشو

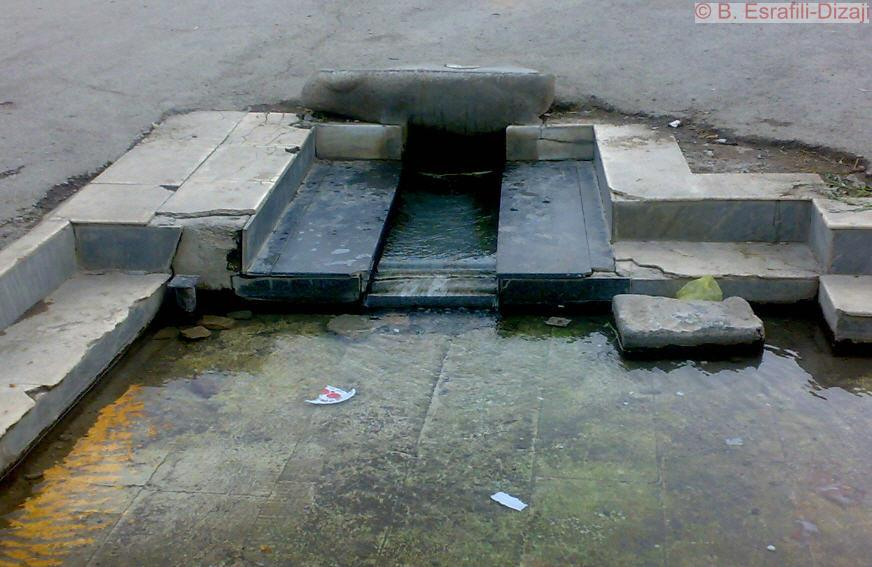
قوچ سنگی در دهانه قنات ملکان روستای دیزج خلیل

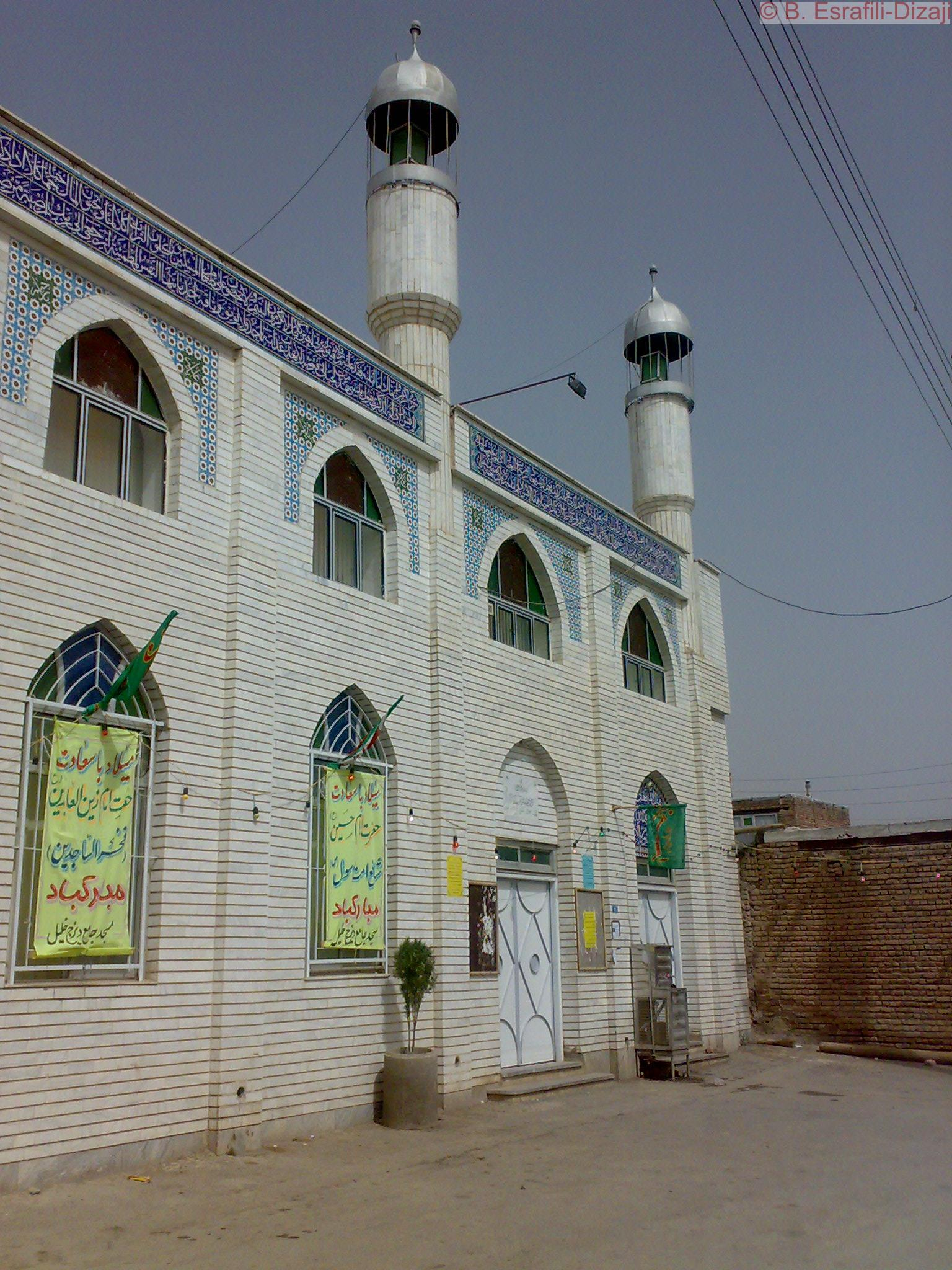
مسجد جامع روستای دیزج خلیل

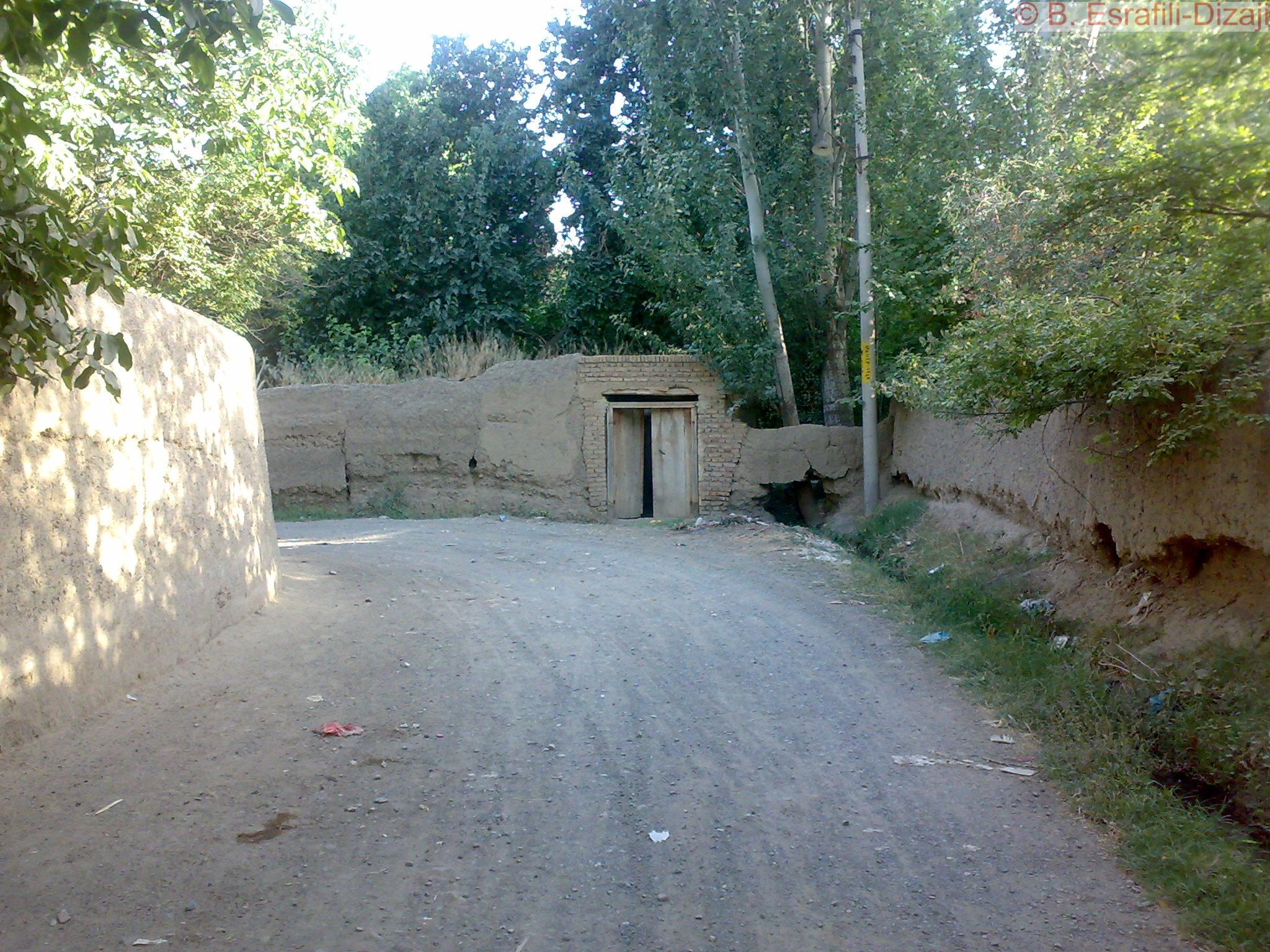
کوچه باغهای زیبای روستای دیزج خلیل

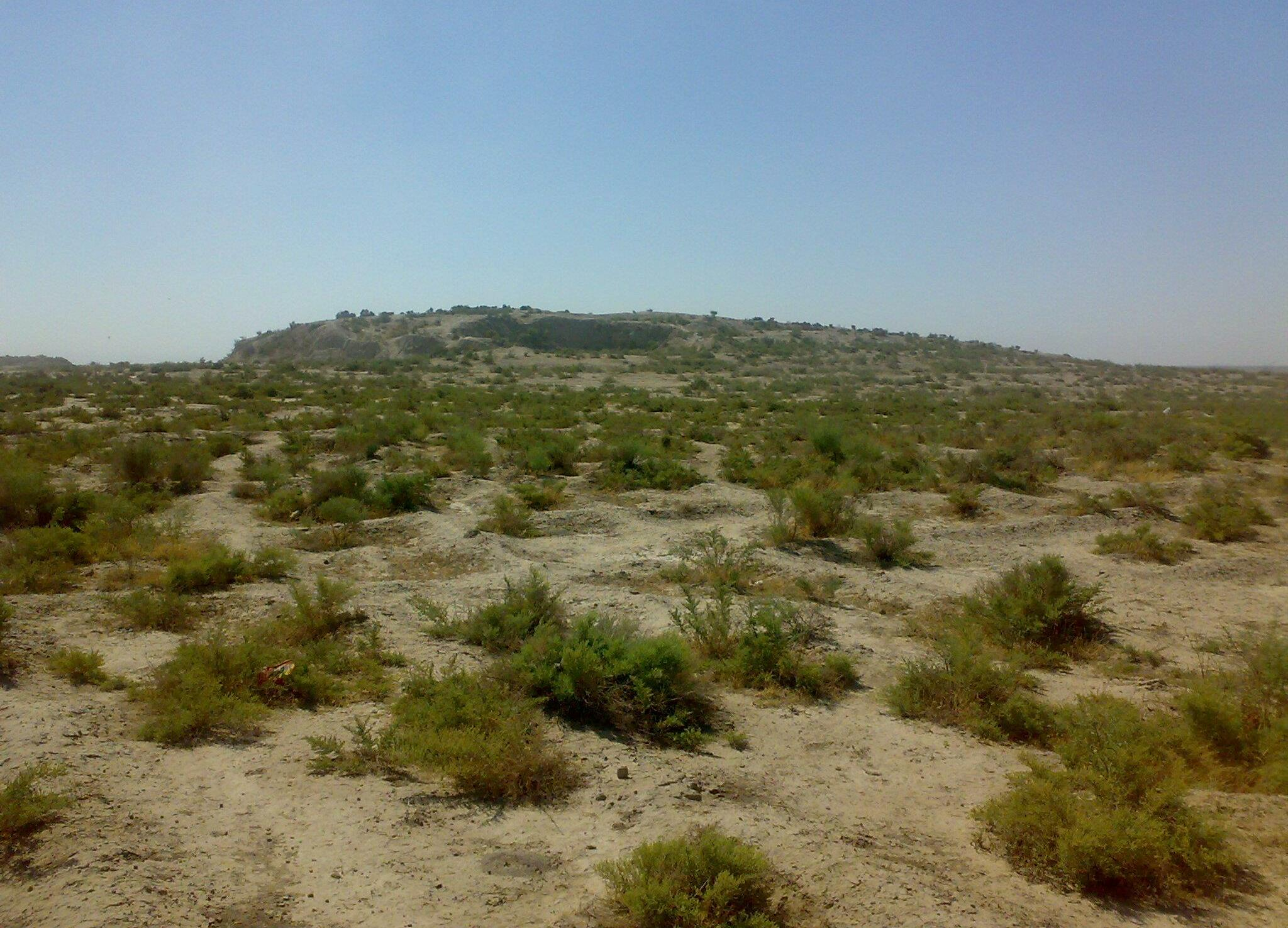
کول تپه تاریخی روستای دیزج خلیل در جنوب روستا